# Dieter Riedel
Dieter Riedel (n. 16 septembrie 1947, Gröditz, Saxonia, Germania) este un fotbalist german, medaliat olimpic. A participat la o ediție a Jocurilor Olimpice (1976) în care a câștigat o medalie de aur.

## Participări
Lista de mai jos prezintă principalele competiții la care a participat Dieter Riedel de-a lungul carierei.
- fotbal la Jocurile Olimpice de vară din 1976[*]